# Bachva Tedeev
Bachva Otarovič Tedeev (in russo Бахва Отарович Тедеев?; Tskhinvali, 18 settembre 1969) è un ex calciatore sovietico dal 1991 russo, di ruolo centrocampista.

## Statistiche

### Cronologia presenze e reti in nazionale
| Cronologia completa delle presenze e delle reti in nazionale ― Russia | Cronologia completa delle presenze e delle reti in nazionale ― Russia | Cronologia completa delle presenze e delle reti in nazionale ― Russia | Cronologia completa delle presenze e delle reti in nazionale ― Russia | Cronologia completa delle presenze e delle reti in nazionale ― Russia | Cronologia completa delle presenze e delle reti in nazionale ― Russia | Cronologia completa delle presenze e delle reti in nazionale ― Russia | Cronologia completa delle presenze e delle reti in nazionale ― Russia |
| Data                                                                  | Città                                                                 | In casa                                                               | Risultato                                                             | Ospiti                                                                | Competizione                                                          | Reti                                                                  | Note                                                                  |
| --------------------------------------------------------------------- | --------------------------------------------------------------------- | --------------------------------------------------------------------- | --------------------------------------------------------------------- | --------------------------------------------------------------------- | --------------------------------------------------------------------- | --------------------------------------------------------------------- | --------------------------------------------------------------------- |
| 13-2-1993                                                             | Orlando                                                               | Stati Uniti                                                           | 0 – 1                                                                 | Russia                                                                | Amichevole                                                            | -                                                                     | 33’                                                                   |
| 17-2-1993                                                             | Pasadena                                                              | Russia                                                                | 2 – 1                                                                 | El Salvador                                                           | Amichevole                                                            | 1                                                                     |                                                                       |
| 21-2-1993                                                             | Palo Alto                                                             | Stati Uniti                                                           | 0 – 0                                                                 | Russia                                                                | Amichevole                                                            | -                                                                     | 46’                                                                   |
| 6-10-1993                                                             | Dammam                                                                | Arabia Saudita                                                        | 4 – 2                                                                 | Russia                                                                | Amichevole                                                            | -                                                                     | 63’                                                                   |
| 29-1-1994                                                             | Seattle                                                               | Stati Uniti                                                           | 1 – 1                                                                 | Russia                                                                | Amichevole                                                            | -                                                                     | 57’                                                                   |
| 2-2-1994                                                              | Oakland                                                               | Messico                                                               | 1 – 4                                                                 | Russia                                                                | Amichevole                                                            | -                                                                     |                                                                       |
| Totale                                                                |                                                                       | Presenze                                                              | 6                                                                     |                                                                       | Reti                                                                  | 1                                                                     |                                                                       |